# 岩崎晋也
岩崎 晋也（いわさき しんや、1982年8月3日 - ）は、日本のミュージカル俳優である。北海道出身。劇団四季所属。

## 略歴
10歳からクラシック・バレエを始め、数多くの公演に出演。『キャッツ』観劇を機に劇団四季を目指し、2003年随時オーディション合格。『アンデルセン』で劇団四季での初舞台を踏み､後にニールスも演じている。『ソング&ダンスII』、『劇団四季 ソング&ダンス55ステップス』、『オペラ座の怪人』、『コーラスライン』リチー、『キャッツ』タンブルブルータス、ミストフェリーズ、マンカストラップ、『アラジン』カシーム、『ライオンキング』ティモン、『美女と野獣』ルミエール、『ウエスト・サイド物語』スノーボーイ、リフ、アクションで出演。バレエがメインの役が多い｡

## 出演作品
- アンデルセン（アンサンブル、ニールス）
- ソング&ダンスII
- オペラ座の怪人（アンサンブル）
- キャッツ（タンブルブルータス、ミストフェリーズ、マンカストラップ）
- エビータ（アンサンブル）
- 劇団四季 ソング&ダンス55ステップス
- コーラスライン（リチー）
- ウエスト・サイド物語（スノーボーイ、リフ、アクション）
- ライオンキング （ティモン）
- パリのアメリカ人（アンサンブル）
- アラジン （カシーム）
- 美女と野獣 （ルミエール）